# Morro da Providência
El Morro da Providência (en español: 'cerro de la Providencia') es un accidente geográfico de la ciudad de Río de Janeiro, Brasil. Se ubica en el barrio de Gamboa en la zona central de la ciudad. En su cima se extiende una favela con el mismo nombre, destacada por ser la favela más antigua de Brasil. El poblamiento del morro se inició efectivamente en la década de 1890 por habitantes que fueron desalojados de un cortiço y por soldados que participaron de la guerra de Canudos.
A inicios del siglo XX, el cerro era conocido por sus moradores, como el Morro da Favela, en referencia a una colina del mismo nombre que existía en Canudos y que estaba recubierto por un arbusto rastrero de la especie Cnidoscolus quercifolius, popularmente conocido como "favela". El nombre actual de la zona, Morro da Providência, consta en los planos de la ciudad de Río desde mediados del siglo XIX.

## Historia
Aunque el Morro da Providência ya había sido habitado con anterioridad,  La favela surgió de una promesa que el gobierno hizo a los soldados cariocas enviados a la guerra de Canudos, que consistía en darles casas si salían victoriosos. Cuando regresaron a Río de Janeiro en 1897 y vieron incumplida la promesa, los soldados se apropiaron de una zona de ladera. El Morro da Providência pasó a llamarse "Morro da Favela".

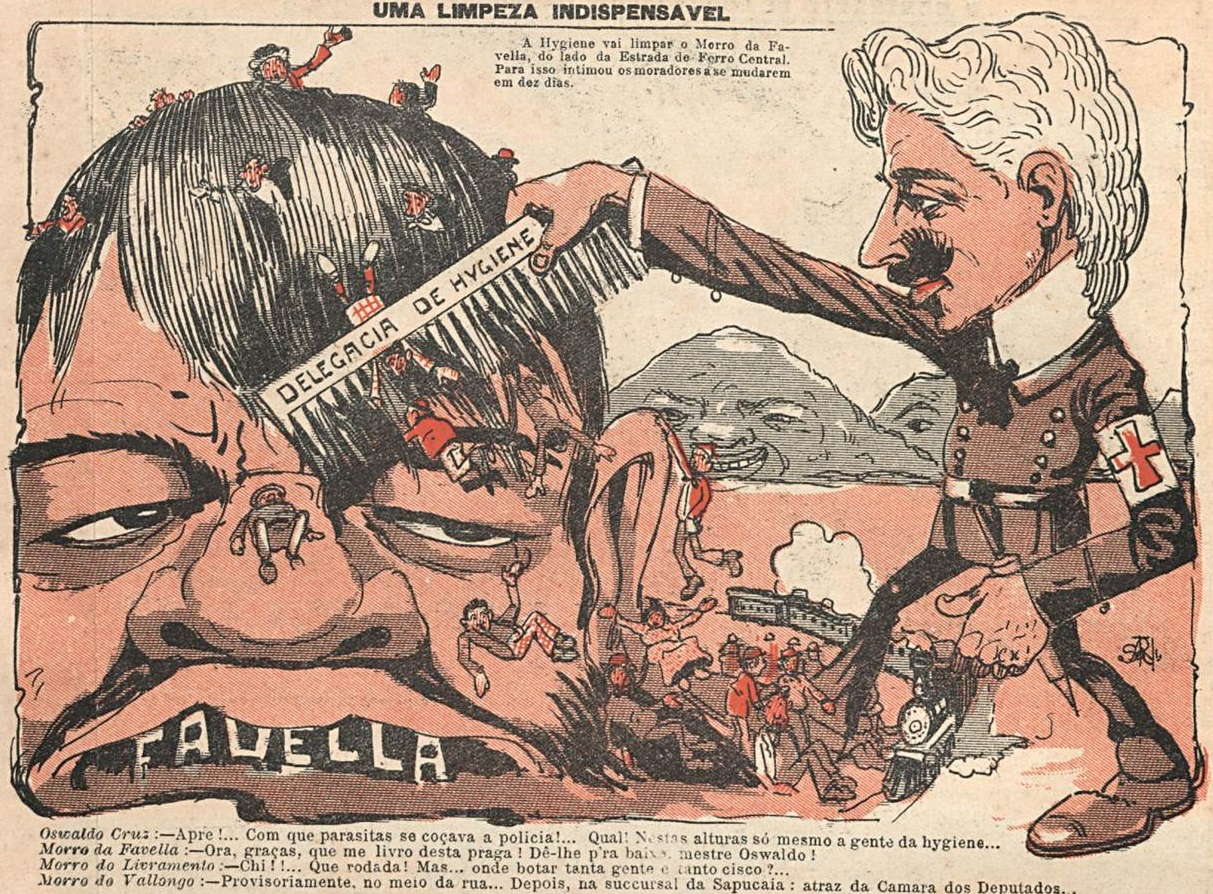
Caricatura de Oswaldo Cruz limpiando la Colina de la Favela (O Malho, N° 247, 08/06/1907

La ocupación comenzó entre finales del siglo XIX y principios del XX, tras la gran reforma urbana impuesta por el ingeniero Pereira Passos, cuando varios conventillos y viviendas populares del centro fueron devastados y la población pobre transferida para los morros que rodeaban el centro.
El 1 de enero de 1901, se inauguró en la colina un "monumento conmemorativo del cambio de siglo", que es el famoso oratorio declarado patrimonio histórico por el municipio en 1986. A finales de 1910, el morro era considerado el lugar más violento de Río de Janeiro.
El nombre favela se extendió a otros morros y, en la década de 1920, las ocupaciones de morros con chozas y casuchas pasaron a ser conocidas como favelas.